# معركة مجدو
وقعت معركة مجدّو هذه في عام 609 قبل الميلاد عندما قاد الملك المصري نخاو الثاني جيشه إلى كركميش (شمال سوريا) للانضمام إلى حلفائه، الإمبراطورية الآشورية الحديثة المتلاشية، ضد صعود الإمبراطورية البابلية الحديثة. تطلب هذا المرور عبر الأراضي التي تسيطر عليها مملكة يهوذا. رفض يوشيا ملك يهوذا السماح للمصريين بالمرور. قاتلت القوات اليهودية المصريين في مجدو، مما أدى إلى وفاة يوشيا وأصبحت مملكته دولة تابعة لمصر. تم تسجيل المعركة في الكتاب المقدس العبري، وكتاب إسدراس 1 اليوناني، وكتابات يوسيفوس فلافيوس.
بينما سيطر نخاو الثاني على مملكة يهوذا، خسرت القوات الآشورية المصرية المشتركة أمام البابليين في سقوط حران، وبعد ذلك لم تعد آشور موجودة إلى حد كبير كدولة مستقلة.

## القصة فيالتناخ
القصة الأساسية رويت في سفر الملوك الثاني 23: 29-30 (مكتوبة حوالي 550 قبل الميلاد). يبدو أن النص العبري هنا قد أسيء فهمه وترجمته نخاو 'ضد' آشور، في حين تحاول معظم الترجمات الحديثة تحسين هذا المقطع من خلال مراعاة ما نعرفه الآن من مصادر تاريخية أخرى، أي أن مصر وآشور كانتا حليفتين في ذلك الوقت. كما أن النص الأصلي لا يذكر كلمة «معركة»، إلا أن بعض الإصدارات الحديثة تضيف كلمة «معركة» إلى النص.
 في أيامه صعد فرعون نخو ملك مصر إلى ملك أشور إلى نهر الفرات. ذهب الملك يوشيا للقائه. فقتله فرعون نخو في مجدّو لما رآه. وحمله عبيده ميتًا في مركبة من مجدّو، وأتوا به إلى أورشليم ودفنوه في قبره. 
هناك رواية أطول مسجلة لاحقًا في أخبار الأيام الثاني 35: 20-25 (مكتوبة حوالي 350-300 قبل الميلاد).
 بَعْدَ كُلِّ هَذَا حِينَ هَيَّأَ يُوشِيَّا الْبَيْتَ صَعِدَ نَخُو مَلِكُ مِصْرَ إِلَى كَرْكَمِيشَ لِيُحَارِبَ عِنْدَ الْفُرَاتِ. فَخَرَجَ يُوشِيَّا لِلِقَائِهِ. فَأَرْسَلَ إِلَيْهِ رُسُلاً يَقُولُ: [مَا لِي وَلَكَ يَا مَلِكَ يَهُوذَا! لَسْتُ عَلَيْكَ أَنْتَ الْيَوْمَ وَلَكِنْ عَلَى بَيْتٍ آخَرَ أُحَارِبُهُ وَاللَّهُ أَمَرَ بِإِسْرَاعِي. فَكُفَّ عَنِ اللَّهِ الَّذِي مَعِي فَلاَ يُهْلِكَكَ]. وَلَمْ يُحَوِّلْ يُوشِيَّا وَجْهَهُ عَنْهُ بَلْ تَنَكَّرَ لِمُقَاتَلَتِهِ وَلَمْ يَسْمَعْ لِكَلاَمِ نَخُو مِنْ فَمِ اللَّهِ بَلْ جَاءَ لِيُحَارِبَ فِي بُقْعَةِ مَجِدُّو. وَأَصَابَ الرُّمَاةُ الْمَلِكَ يُوشِيَّا فَقَالَ الْمَلِكُ لِعَبِيدِهِ: [انْقُلُونِي لأَنِّي جُرِحْتُ جِدّاً]. فَنَقَلَهُ عَبِيدُهُ مِنَ الْمَرْكَبَةِ وَأَرْكَبُوهُ عَلَى الْمَرْكَبَةِ الثَّانِيَةِ الَّتِي لَهُ وَسَارُوا بِهِ إِلَى أُورُشَلِيمَ فَمَاتَ وَدُفِنَ فِي قُبُورِ آبَائِهِ. وَكَانَ كُلُّ يَهُوذَا وَأُورُشَلِيمَ يَنُوحُونَ عَلَى يُوشِيَّا. وَرَثَى إِرْمِيَا يُوشِيَّا. وَكَانَ جَمِيعُ الْمُغَنِّينَ وَالْمُغَنِّيَاتِ يَنْدُبُونَ يُوشِيَّا فِي مَرَاثِيهِمْ إِلَى الْيَوْمِ وَجَعَلُوهَا فَرِيضَةً عَلَى إِسْرَائِيلَ. وَهَا هِيَ مَكْتُوبَةٌ فِي الْمَرَاثِي. وَبَقِيَّةُ أُمُورِ يُوشِيَّا وَمَرَاحِمُهُ حَسْبَمَا هُوَ مَكْتُوبٌ فِي نَامُوسِ الرَّبِّ. وَأُمُورُهُ الأُولَى وَالأَخِيرَةُ مَكْتُوبَةٌ فِي سِفْرِ مُلُوكِ إِسْرَائِيلَ وَيَهُوذَا. 

## القصة في مصادر أخرى
تضيف المصادر في إسدارس 2 اليوناني بعض التفاصيل الطفيفة، مع الاختلاف الأساسي بينها وبين الرواية السابقة في سفر أخبار الأيام هو أن يوشيا يوصف فقط بأنه `` ضعيف  في مجدو ويطلب إعادته إلى القدس، حيث مات. يشير كلاين إلى أن هذا يجعل القصة أكثر انسجامًا مع نبوءة سابقة للنبية خلدة (ملوك الثاني 22: 15-20).
بعد سبعة قرون من موت يوشيا، كتب يوسيفوس فلافيوس أيضًا سردًا للأحداث. يحتوي هذا على مزيد من التفاصيل حول تحركات يوشيا في ساحة المعركة والتي تم اقتراحها من الوثائق المفقودة الآن، لكن كلاين يشير إلى أنها تستند إلى الروايات التوراتية وربما آراء يوسيفوس فلافيوس الخاصة.
أخيرًا، هناك اقتراح بأن هيرودوت يسجل هذه المعركة والحملة المصرية في كتاباته عن الفرعون نخو، التي وردت في تاريخه الشهير:
 ثم أوقف نيكوس العمل في القناة وتحول إلى الحرب. شيدت بعض المجاري المائية الخاصة به عن طريق البحر الشمالي، وبعضها في الخليج العربي (البحر الأحمر)، على ساحل بحر إريتريا. لا يزال من الممكن رؤية زجاج الرياح لإيواء السفن. نشر هذه السفن حسب الحاجة، بينما كان يخوض أيضًا معركة ضارية في مجدولوس مع السوريين، وغزاهم. وبعد ذلك استولى على كاديتيس، وهي مدينة سورية عظيمة. أرسل الملابس التي كان يرتديها في هذه المعارك إلى برانشيداي من ميليتس وكرسها لأبولو. 
ذكرت المعركة أيضًا في التلمود حيث جاء فيه أن يوشيا لم يسمح للمصريين بالمرور بسبب مقطع في الكتاب المقدس يقول «لن يمر سيف في أرضك». (لاويين 26: 6 تانيس 22 ب)

## موقع المعركة
بنظرة إلى تضاريس المنطقة التي تقع بها المدينة، سنجد أن مجدو تقع على مرتفع هضبي بالقرب من سهل ساحلي شديد الاتساع، يسمح اتساعه باستيعاب الآلاف من الجنود. ولأن المدينة لا تسيطر على المنطقة المحيطة بها، فهي ليست هدفا مباشرا، ولكنها تصلح كحامية، إذ يمتد إليها الماء العذب من نهر كيشون. وهذا ما يفسر لماذا استخدم يوشيا التضاريس لإخفاء اقترابه أثناء محاولته نصب كمين للجيش المصري الذي كان في طريقه لمهاجمة البابليين في بلاد ما بين النهرين.

## في أعقاب المعركة
سقطت مملكة يهوذا تحت سيطرة ونفوذ المصريين. عند عودته من سوريا وبلاد ما بين النهرين، أسر نخاو الثاني يهوآحاز وخلعه، ابن يوشيا الذي خلف والده للتو على العرش. فرض الملك المصري جزية من 100 وزنة من الفضة (حوالي 3 3⁄4 أطنان أو حوالي 3.4 طن متري) وطالنط من الذهب (حوالي 34 كيلوجرامًا (75 رطلاً)) على المملكة، وعين شقيق يهوآحاز الأكبر إلياكيم بصفته ملك. كما غير نخاو اسم هذا الملك الجديد إلى يهوياقيم. سُبي يهوآحاز وجلب إلى مصر، حيث أصبح أول ملك ليهوذا يموت في السبي.

## نقاش حول القصة في سفر الأخبار الثاني
يوضح اريك إتش كلاين أن هناك انقسامًا في الرأي حول دقة القصة في سفر الأخبار الثاني، فمن من ناحية يعتقد بعض العلماءالعلماء أنها تقرير دقيق عن هجوم مفاجئ قام به يوشيا. ومن ناحية أخرى، يشير هؤلاء إلى أن هذه ليست المرة الوحيدة التي يحاول فيها فيها مؤرخ «تحسين» قصة. من إصابته بسهم إلى دفنه في القدس، ربما تشبه القصة قصص الملوك الأول والثاني عن ملوك أخاب ملك إسرائيل وأخزيا ملك يهوذا، وهي أحداث وقعت قبل قرنين على الأقل من موت يوشيا. يقترح كلاين أن المؤرخ استخدم تفاصيل من هذه القصص في قصة يوشيا.(ص.95)
يقترح كلاين أيضًا احتمال عدم وجود معركة تاريخية لمجدو بمشاركة يوشيا، نظرًا لوجود القليل من الأدلة التاريخية على ذلك خارج الكتاب المقدس. على سبيل المثال، ربما يكون يوشيا قد قتل على يد نيكو في ظروف أخرى.